# Ada Maris
Ada Marentes, cuyo nombre artístico es Ada Maris (1957, California) es una actriz estadounidense-mexicana. 

## Carrera
Está casada con el actor Tony Plana desde 1988. Tiene dos hijos.
Maris hizo un papel importante en un episodio de The Cosby Show interpretando a la novia del director de una comunidad de vecinos (representado por Tony Orlando). Este iba a ser supuestamente un capítulo piloto para una serie centrada en Maris y Orlando, pero nunca fue emitido por la Network. Luego, Maris continuó interpretando a la enfermera Gina Cuevas en Nurses durante tres temporadas completas a principios de los años noventa.
Maris se hizo famosa por interpretar a la capitana "Erika Hernández" en Star Trek: Enterpise. Su marido Tony Plana ha aparecido en el último spin-off de Star Trek, Star Trek: Deep Space Nine. Ella también interpretó a Sonia García en la serie de televisión Los Hermanos García durante todas las temporadas de la serie. Ada interpreta además a la madre de Markko Rivera, Aurelia Rivera, en One Life to Live desde comienzos de junio de 2009.
- Datos: Q924213